# Nieuwe Tijdinghen (Brugge)
Nieuwe Tijdinghen uit verscheidenene gewesten is een krant gepubliceerd in Brugge van 1635-1637 tot 1645.

## Geschiedenis
In de zeventiende en achttiende eeuw werd het publiceren van nieuwsbladen in Brugge sterk bemoeilijkt doordat een Antwerpse en een paar Gentse drukkers exclusieve octrooien kregen van de Oostenrijkse overheid geldig voor heel de Zuidelijke Nederlanden of voor Oost- en West-Vlaanderen en dus met verbod aan Brugse drukkers om kranten uit te geven.
Tot in de jaren 1960 werd aangenomen dat geen enkele Brugse krant was verschenen in de 17de en 18de eeuw, tot aan het Vaderlandsch Nieuwsblad van Jozef Bogaert in 1792. Romain Van Eenoo schreef: Voor de Franse revolutie heeft Brugge slechts één blad gekend. Hij verwees daarbij naar De Rapsodisten van Bernardus Detert. Antoon Viaene schreef: Tot in 1782 had Brugge geen eigen nieuwsblad. Er zijn nochtans sterke aanwijzingen en zelfs een bewijs dat in de tweede helft van de zeventiende eeuw wel degelijk weekbladen in Brugge werden uitgegeven, alvast minstens een.
Men is immers zeker dat van 1637 tot 1645 door drukker Nicolaas Breyghel een krant gepubliceerd werd onder de naam Nieuwe Tijdinghen. De stadsbibliotheek van Brugge bewaart 83 nummers van deze krant, op de ongeveer 400 à 500 die er moeten geweest zijn.

## Nicolaes Breyghel
De drukker en uitgever van de Nieuwe Tydinghen uyt verscheyde ghewesten was Nicolaes Breyghel (†1669). Afkomstig uit Keulen had hij zich begin jaren 1620 in Antwerpen gevestigd en werd er in 1624 burger en lid van de Sint-Lucasgilde als boekhandelaar. Hij leerde er Abraham Verhoeven en diens succesvolle publicatie Nieuwe Tijdinghen kennen.
In 1625 verhuisde hij naar Brugge, wellicht op vraag van het stadsbestuur die graag meer drukkers en boekhandelaars wilde aantrekken. Hij werd immers door de stad vergoed voor zijn verhuiskosten. In 1627 vestigde hij zich in de Philipstockstraat, naast de Sint-Donaaskathedraal. Hij publiceerde er heel wat devotionele teksten, naast officiële teksten voor rekening van de overheid. Hij werd deken van de gilde van boekhandelaars in de jaren 1640, 1647 en 1658, en gouverneur van de gilde in 1642, 1646 en 1657.
Ook al nam hij dezelfde naam voor zijn krant in Brugge, liet Breyghel zich vooral inspireren door de kranten van Willem Verdussen en Martin Binnart in Antwerpen en door de publicaties van Jan Van Hilten en Broer Jansz in Amsterdam. De krant van Broer Jansz heette Nieuwe Tydinghen uyt verscheyde quartieren en daarop spiegelde Breyghel zich. De structuur van zijn blad was getrouw gekopieerd op zijn Amsterdamse en Antwerpse voorbeelden: een folioblad recto verso bedrukt, met zwarte druk en grote letters voor hoofdingen.

## De inhoud
Het eerste bewaarde nummer dateert van 24 maart 1637. Van 1637 tot 1654 zijn 86 nummers bewaard. Hierin bevindt zich geen enkel nummer voor de jaren 1639, 1641, 1646, 1647 en 1649–1653.
Toen hij begon, moest Breyghel geen rekening meer houden met het zich over de hele Zuidelijke Nederlanden uitstrekkende octrooi van Bernard Verhoeven, dat verstreken was, en evenmin met de octrooien van Verdussen en Martin Binnart die zich tot Brabant beperkten. Breyghel vroeg geen octrooi aan, noch bij de Raad van Vlaanderen, noch bij de Geheime Raad in Brussel. Dit was niet onwettelijk, maar betekende alleen dat hij geen alleenrecht had en er concurrenten konden opdagen. Waarschijnlijk genoot hij de mondelinge steun van het Brugse stadsbestuur.
Breyghels' Nieuwe Tydinghen verscheen gewoonlijk wekelijks op donderdag, soms eens op maandag of woensdag. Jaarlijks publiceerde hij 50 tot 55 bladen. Elke publicatie telde 1.300 tot 1.700 woorden die circa zeven onderwerpen behandelden. Hij had correspondenten of las nieuwsbladen uit Rome, Milaan, Venetië, Leipzig, Frankfurt of Praag. Hij steunde ook op bronnen in Antwerpen, Brussel, Duinkerken, Oostende en Rijsel. Regelmatig publiceerde hij berichten uit Londen.

## Andere kranten in de zeventiende eeuw
Er zijn geen andere krantentitels bekend voor Brugge in de zeventiende eeuw. Toch is er informatie die aantoont dat toch nog, buiten de Nieuwe Tijdinghen, door sommige Brugse drukkers nieuwsbladen werden uitgegeven.
Een eerste element die daarnaar verwijst is dat in de stadsrekeningen van Brugge toelagen werden vermeld die aan uitgevers van nieuwsbladen werden toegekend. In 1656, 1657 1658 en 1669 kwam telkens een post voor waarin wekelijkse gazetten spraak was. Het ging om betalingen aan de drukkers Alexander Michiels, Lucas Vande Kerckhove en andere, voor het leveren van de wekelijksche gazetten.
Hieruit concluderen dat het stadsbestuur toelagen verleende voor het uitgeven van Brugse nieuwsbladen is wat avontuurlijk. Nergens werd vermeld dat de geleverde kranten ook in Brugge gedrukt waren. Het kon om de kranten afkomstig uit Gent, Brussel, Antwerpen of elders.
Nochtans hebben Albert Schouteet en Theo Luyckx het besluit bereikt dat er inderdaad Brugse nieuwsbladen waren, uitgegeven door Lucas vanden Kerckhove, Alexander Michiels en Jan Clouwet. Later kwam daar nog Pieter Roose bij. In 1666 wilde het stadsbestuur er toe komen dat er slechts één krant zou worden uitgegeven, maar de drukkers verzetten zich. Na discussie besliste de stad dat de drie elk om beurt hun nieuwsblad mochten uitgeven, telkens op dinsdag en vrijdag, mits enkele voorwaarden, met name dat ze objectieve informatie moesten geven, zonder eigen commentaar, dat er een taks te betalen was en dat de teksten voorafgaandelijk onderworpen werden aan de censuur van de stadsthesaurier.
In 1672 werd door de landvoogd Juan Domingo de Zuniga y Fonseca een onderzoek bevolen naar de Brugse krantenuitgevers. Men mag dus aannemen dat, zowel voor als na de publicatie van Nieuwe Tijdinghen ook andere nieuwsbladen in Brugge verschenen, ook al zijn de titels evenals de begin- en einddata er niet meer van bekend. Wel zijn er aanwijzingen dat ze tot in het begin van de achttiende eeuw bleven verschijnen.